# アクス＝レ＝テルム
アクス＝レ＝テルム （Ax-les-Thermes、オック語:Ax）は、フランス、オクシタニー地域圏、アリエージュ県のコミューン。アクスは温泉保養地、夏のリゾート地、冬期のスキー・リゾート地でもある。

## 地理
ピレネー山脈中にあり、アンドラ公国と接している。オリエージュ川、アリエージュ川、ロサ川の合流地点である。

## 経済
地域経済は農業、それも家畜の飼育（ウシ、ヒツジ）が主体である。次にハイドロテラピー（18℃から78℃まで変化に富んだ60の源泉、3つの施設がある）である。冬のスポーツや観光が盛んである。

## 人口統計
| 1962年 | 1968年 | 1975年 | 1982年 | 1990年 | 1999年 | 2006年 | 2008年 |
| ------ | ------ | ------ | ------ | ------ | ------ | ------ | ------ |
| 1628   | 1688   | 1562   | 1478   | 1489   | 1441   | 1509   | 1426   |

参照元:INSEE